# Reconvenção
Reconvenção é um instituto de direito processual, ramo jurídico do Direito Público brasileiro, pelo qual o réu formula uma pretensão contra o autor de uma ação.
No procedimento comum o réu pode, simultaneamente com a contestação, formular uma pretensão contra o autor da ação.
Ela é admitida nos procedimentos especiais de jurisdição contenciosa, especialmente quando eles se transformam em comuns. (ex. Ação monitória).
Cumpre destacar que a reconvenção é cabível não apenas contra o autor da lide principal, mas também contra terceiro que não figure na lide original. Esta previsão é expressa no artigo 343, §3º, do Código de Processo Civil (CPC), instituído pela Lei nº 13.105 de 16 de março de 2015.
Ou seja, a reconvenção ocorre quando o réu processa o autor, no prazo de defesa.
Exemplo: O autor A inicia uma ação de cobrança contra B, mas B acredita que ele é quem possui o direito de cobrar A, então em face da ação de cobrança de A, pela reconvenção, B diz: "Eu não lhe devo, é você quem me deve".

## Pressupostos da Reconvenção
De acordo com o Código de Processo Civil, existem quatro pressupostos específicos de admissibilidade da reconvenção, que são:
- Competência de juízo para conhecer da matéria tratada na reconvenção: Em tese, o juiz da causa principal é também quem detém competência para julgar a Reconvenção. No entanto, coloca a Doutrina jurídica que é possível, ainda que questionado, o ajuizamento da ação de Reconvenção em foro relativamente incompetente para o julgamento do instituto. Por força do artigo 337, do Código de Processo Civil, o juiz não deverá conhecer de ofício caso seja arguida a incompetência relativa na preliminar de contestação. Em caso contrário, quando a arguição de incompetência relativa não é feita em preliminar de contestação, estar-se-á diante de uma prorrogação de competência.[2]

- compatibilidade de ritos entre a ação principal e a reconvenção;[2]
- haver processo pendente;[2]
- haver conexão entre a reconvenção e a ação principal: É um requisito fundamental da Reconvenção, uma vez que este instituto só será admitido se houver conexão entre o pedido da Reconvenção e a ação principal, ou entre ela e o fundamento da defesa. Neste último caso, é permitido que seja feito um pedido que decorre, inclusive, de outra relação material, podendo ser postulada pela vinculação com uma exceção substancial indireta de mérito.[2]

## Polos processuais
- Reconvinte é o réu da ação originária, que passa a ser autor na reconvenção, na qual ocupa o polo ativo.
- Reconvindo é o autor da ação originária, que passa a ser réu na reconvenção, na qual ocupa o polo passivo.

O autor da ação será intimado para, em 15 dias, contestar o pedido de reconvenção.
O juiz julgará na mesma sentença, a ação e a reconvenção.
A ausência de contestação em face do pedido de reconvenção presumir-se-á em revelia.
Não pode o réu, em nome próprio, reconvir ao autor, quando este estiver demandando em nome de outrem.
Caso haja desistência ou extinção da ação principal, não obsta o prosseguimento da reconvenção.
Há existência de reconvenção na Justiça Trabalhista, apesar de não estar expressa na CLT. Utiliza-se o CPC, que é usado subsidiariamente, no que não for contrário à CLT.
A reconvenção deve ser apresentada no mesmo prazo da contestação oferecida ao réu. Deve também ser elaborada em petição apartada e protocolizada concomitantemente à contestação da ação principal. A jurisprudência interpreta que a concomitância se entende por "no mesmo dia".